# Meiranella
Meiranella är ett släkte av skalbaggar. Meiranella ingår i familjen vivlar.
Kladogram enligt Catalogue of Life:
| Meiranella | \| \| Meiranella brevisetis \| \| \| \| \| \| Meiranella caucasica \| \| \| \| |
|            | \| \| Meiranella brevisetis \| \| \| \| \| \| Meiranella caucasica \| \| \| \| |
|            | Meiranella brevisetis                                                          |
|            |                                                                                |
|            | Meiranella caucasica                                                           |
|            |                                                                                |